# Luvannor
Luvannor Henrique de Sousa Silva, dit Luvannor Henrique ou simplement Luvannor, est un footballeur international moldave d'origine brésilienne né le 19 mai 1990 à Campo Maior. Il évolue au poste de milieu offensif ou d'attaquant.

## Carrière

### En club
Luvannor commence sa carrière au Brésil dans le club du Morrinhos Futebol Clube (en). En 2011, il s'engage avec le FC Sheriff Tiraspol avec lequel il remporte le championnat en 2012, 2013 et 2014. Il arrive en tant que défenseur dans le club moldave, mais ses qualités de buteur vont pousser son entraîneur à le positionner plus haut sur le terrain. En août 2014, Luvannor quitte le Sheriff Tiraspol et s’engage avec le club émirati d'Al Shabab.

### Sélection nationale
Le 18 novembre 2013, Luvannor Henrique obtient sa première sélection en équipe de Moldavie lors d'un match amical contre la Lituanie. Le 17 janvier 2014, il inscrit son premier but international contre la Suède. Il totalise quatre sélections et deux buts avec l'équipe nationale moldave.

## Palmarès
- Champion de Moldavie en 2012, 2013 et 2014 avec le FC Sheriff Tiraspol
- Vainqueur de la Supercoupe de Moldavie en 2013 avec le FC Sheriff Tiraspol
- Meilleur buteur du championnat de Moldavie en 2014 (26 buts).

## Statistiques
| Saison    | Club             | Division            | Championnat   | Coupe Nationale | Supercoupe | Coupes d’Europe        | Moldavie    |
| --------- | ---------------- | ------------------- | ------------- | --------------- | ---------- | ---------------------- | ----------- |
| 2011-2012 | Sheriff Tiraspol | Divizia Națională   | 26 m. / 9 b.  | 2 m. / 3 b.     |            | 2 m. (C3)              |             |
| 2012-2013 | Sheriff Tiraspol | Divizia Națională   | 24 m. / 5 b.  | 3 m. / 1 b.     |            | 3 m. (C1 + C3)         |             |
| 2013-2014 | Sheriff Tiraspol | Divizia Națională   | 28 m. / 26 b. | 4 m. / 1 b.     | 1 m.       | 11 m. / 1 b. (C1 + C3) | 4 m. / 2 b. |
| 2014-2015 | Sheriff Tiraspol | Divizia Națională   | 1 m.          |                 | 1 m.       | 4 m. / 1 b. (C1)       |             |
| 2014-2015 | Al Shabab Dubaï  | Arabian Gulf League | 17 m. / 10 b. | 5 m. / 1 b.     |            |                        |             |
| Total     |                  |                     | 96 m. / 50 b. | 14 m. / 6 b.    | 2 m.       | 20 m. / 2 b.           | 4 m. / 2 b. |

Dernière mise à jour le 18 mars 2015